# William Welch
Pour les articles homonymes, voir Welch.
William Henry Welch (8 avril 1850 - 30 avril 1934) est un médecin, pathologiste, bactériologiste et administrateur de faculté de médecine américain. Il est l'un des « Big Four » professeurs fondateurs de l'Hôpital Johns-Hopkins. Il a été le premier doyen de la faculté de médecine Johns Hopkins et a également été le fondateur de la Johns Hopkins School of Hygiene and Public Health (en), la première école de santé publique du pays. Welch était plus connu pour ses résumés convaincants des travaux scientifiques actuels que pour ses propres recherches scientifiques. La bibliothèque de la faculté de médecine Johns Hopkins porte également son nom. De son vivant, il a été appelé le « doyen de la médecine américaine » et a reçu divers prix et distinctions tout au long de sa vie, et à titre posthume.

## Biographie

### Jeunesse
Il nait le 8 avril 1850 de William Wickham Welch et Emeline Collin Welch à Norfolk, Connecticut. Son père, son grand-père et quatre de ses oncles étaient tous médecins. William H. Welch commence ses études à la Norfolk Academy (en) et au Winchester Institute, avant d'enter à l'Université Yale en 1866, où il étudie le grec et les classiques. Au départ, Welch n'est pas intéressé par la médecine ; son ambition première était d'enseigner la langue grecque. Il y rejoint la fraternité Skull and Bones et y obtient son diplôme de premier cycle en 1870.

### Début de carrière
Après une courte période d'enseignement au lycée à Norwich, New York, Welch continue ses études en médecine à l'Université Columbia, à Manhattan, avant d'en sortir diplômé en 1875. De 1876 à 1877, il étudie dans plusieurs laboratoires allemands pour travailler avec, entre autres, Julius Cohnheim (en) et Rudolf Virchow. Cette expérience à l'étranger incite Welch à modeler ses plans pour un nouvel institut médical sur l'Institut d'histoire de la médecine de l'université de Leipzig. Il retourne en Amérique en 1877 et ouvre un laboratoire au Bellevue Medical College (qui fait maintenant partie de la la faculté de médecine de New York).

### Carrière ultérieure à Johns Hopkins

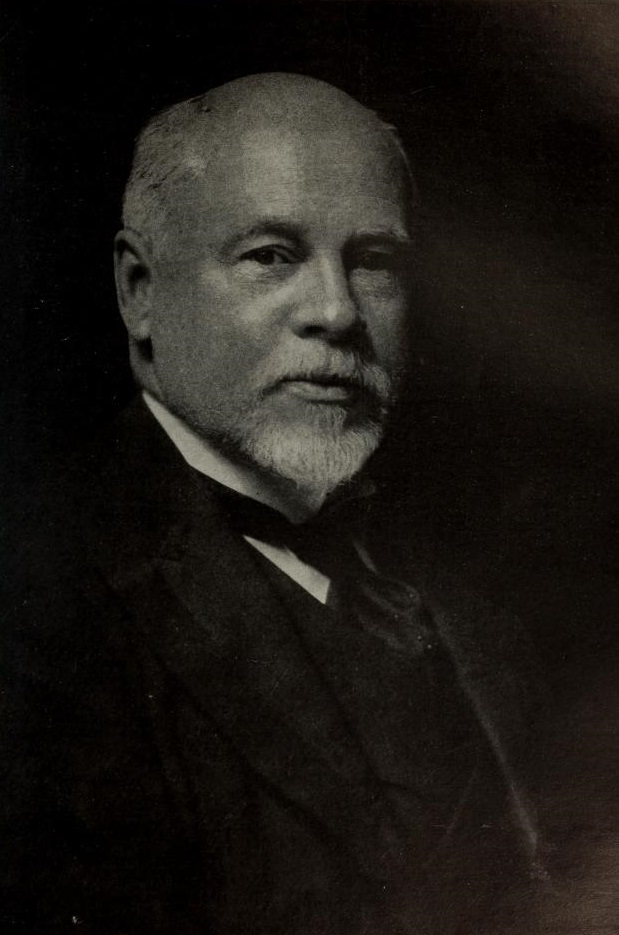
Welch est largement connu à l'époque pour son programme de résidence en pathologie, qui a par la suite attiré de nombreux esprits brillants de partout au pays.

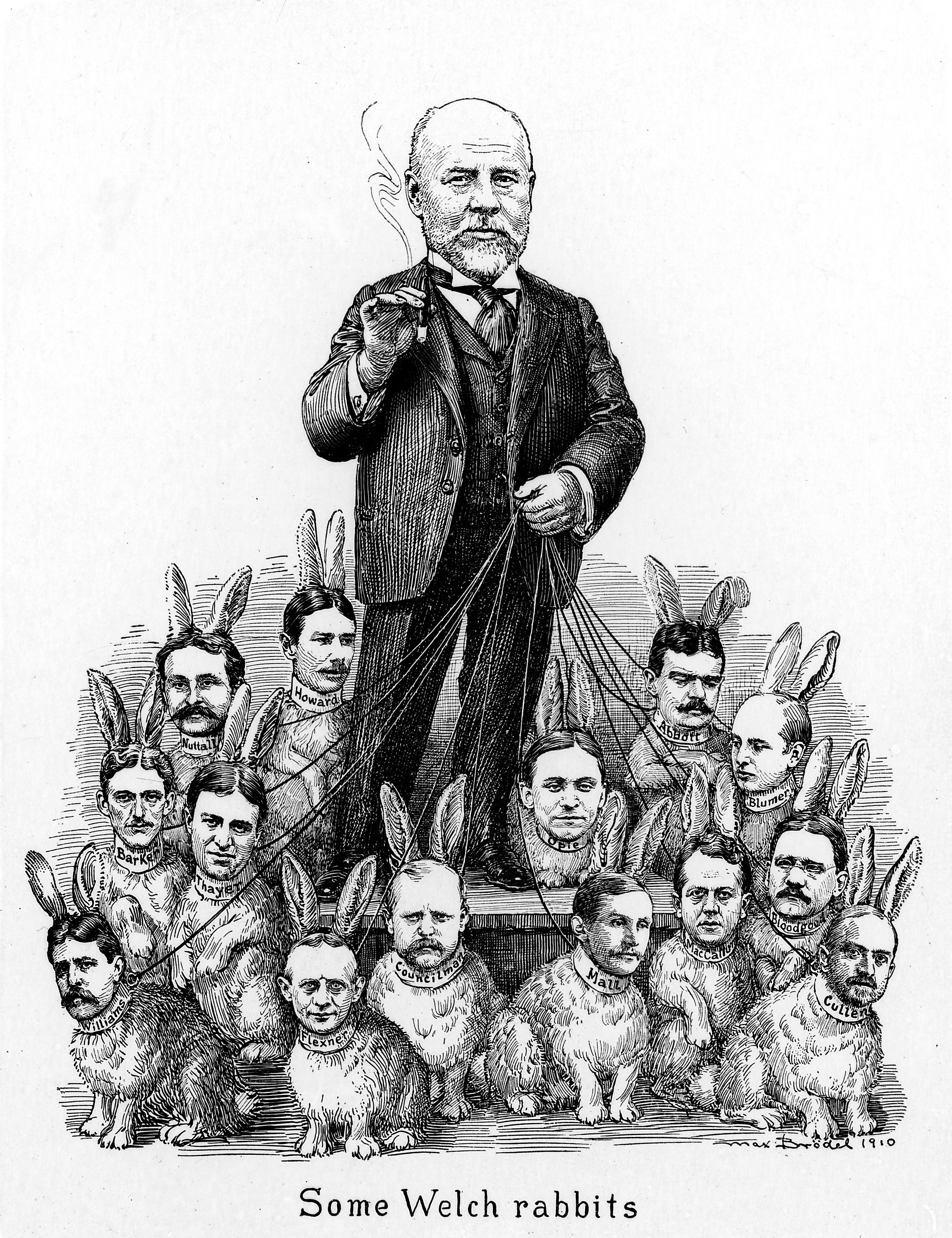
Caricature de Welch et de ses étudiants

En 1884, il devient un des quatre premiers professeurs, avec William Halsted, William Osler et Howard Kelly de la nouvelle faculté de médecine Johns Hopkins, rattaché à l'hôpital du même nom, à Baltimore. En 1886, il compte 16 médecins dans son laboratoire – créant le premier programme de formation postdoctorale pour les médecins du pays. En 1889, Welch devient chef du service de pathologie lors de son ouverture. En 1893, il devient également le premier doyen de la faculté de médecine Johns Hopkins, et en 1916, il crée et dirige l'école de Santé Publique Johns Hopkins, première école du genre dans le pays. Pendant ce temps, Welch participe également à la création d'une nouvelle bibliothèque médicale pour Johns Hopkins. Il passe ensuite un congé sabbatique en Europe, où il visite l'Institut de l'Université de Leipzig et diverses autres universités, ainsi que des bibliothèques et des librairies. Il s'inspire de ces visites pour créer en octobre 1929 l'Institut d'histoire de la médecine à Johns Hopkins. Le nouvel institut s'appuie également sur le Johns Hopkins Hospital Historical Club (en) (fondé en 1890), dont Welch est le cofondateur. Welch est par ailleurs le rédacteur en chef et fondateur de l'American Journal of Epidemiology.
De 1901 à 1933, il est président fondateur du conseil d'administration scientifique de l'Institut Rockefeller pour la recherche médicale. Il a été un réformateur essentiel de l'enseignement de la médecine aux États-Unis ainsi qu'un président de l'Académie nationale des sciences de 1913 à 1917. Il a également été président de l'Association médicale américaine, de l'Association of American Physicians (en), de la History of Science Society (1931), du Congress of American Physicians and Surgeons, de la Société américaine de microbiologie et du Maryland State Board of Health. Il a aussi été l'un des rédacteurs fondateurs du Journal of Experimental Medicine.
Les diplômés des programmes de formation de Welch étaient très convoités en tant que médecins universitaires. Beaucoup de ses internes sont devenus des médecins éminents, comme Walter Reed, codécouvreur de la cause de la fièvre jaune, Simon Flexner, directeur fondateur du Rockefeller Institute for Medical Research, ou encore George Whipple et Francis Rous, lauréats de Prix Nobel.
Les recherches de Welch portaient principalement sur la bactériologie médicale. Il est le découvreur du Clostridium perfringens , aussi nommé Clostridium welchii.
Welch a servi dans l'US Army Medical Corps (en) pendant la Première Guerre mondiale et a joué un rôle majeur dans la réponse à la pandémie de grippe espagnole de 1918. Il est resté dans le Corps de Réserve pendant trois ans par la suite, atteignant le grade de général de brigade. Pour son service pendant la guerre, Welch a reçu la Médaille du service distingué.

### Décès
Welch est décédé le 30 avril 1934, à l'âge de 84 ans, d'un adénocarcinome prostatique à l'Hôpital Johns-Hopkins.

## Honneurs et récompenses
- Welch a reçu l'Ordre royal de la Couronne de Prusse en 1911[4].
- En 1927, Welch a reçu la médaille Kober de l'Association of American Physicians (en).
- La bibliothèque médicale William H. Welch de Johns Hopkins, qui a ouvert ses portes en 1929, porte son nom depuis le 5 mars 1928[9].
- En 1931, Welch a reçu la médaille Harben de l'Institut royal de santé publique (en) pour son poste de professeur d'histoire de la médecine.
- En 1950, la première médaille William H. Welch a été décernée par l'American Association for the History of Medicine pour honorer les auteurs dans le domaine de l'histoire médicale [10].
- Welch Road, à proximité du centre médical de l'université de Stanford (en) à Stanford, en Californie, est nommée en son honneur[11].